# قائمة العطل الرسمية في هولندا
هولندا لديها 13 عطلة رسمية. من بينها:
- عيد الميلاد المجيد 25 ديسمبر / كانون الأول رأس السنة الميلادية
- رأس السنة الميلادية الجديدة 1 يناير / كانون الثاني
- عيد ميلاد الملكة 30 أبريل
- عيد الشهداء 4 مايو
- عيد التحرير 5 مايو
- عيد الجلوس 20 مايو
- الجمعة الحزينة
- عيد القيامة
- عيد الفصح
- عيد العنصره (Pinksterdag)

وهناك أيضا اعياد ومناسبات أخرى يحتفل بها الشعب الهولندي ولكنها ليــست عطل رسميه ومنها
- كرنفال الجنوب (في شهر فبراير)
- بدايه التوقيت الصيفي (25 مارس)
- يوم العمال
- الخميس الأبيض (5 أبريل)
- يوم الام (13 مايو)
- يوم الأب (17 يونيو)
- يوم الأميرات (18 سبتمبر)
- يوم الحيوان (4 أكتوبر)
- بدايه التوقيت الشتوي (28 أكتوبر)
- عيد القديسين (الهالوين) (31 أكتوبر)
- عيد سنت مارتن (11 نوفمبر)
- عيد سنت نيكولاس (5 ديسمبر)